# 萨布隆圣母教堂
50°50′25″N 4°21′22″E / 50.84028°N 4.35611°E
萨布隆圣母教堂（法語：荷蘭語：）亦称圣母得胜堂（法語：Notre-Dame des Victoires）是一座位于比利时布鲁塞尔萨布隆(Sablon)地区边缘的教堂，俯视着大、小萨布隆广场。
萨布隆地区如今是布鲁塞尔独家的古董店聚集区，有众多商店、画廊、咖啡馆和餐馆。该座哥特式建筑，包括一尊14世纪的圣母像——这是该堂得名的原因，是图尔与塔克西斯（Tour et Taxis）——16世纪比利时和奥地利之间邮政的发展者——的墓葬小圣堂之所在。

## 历史

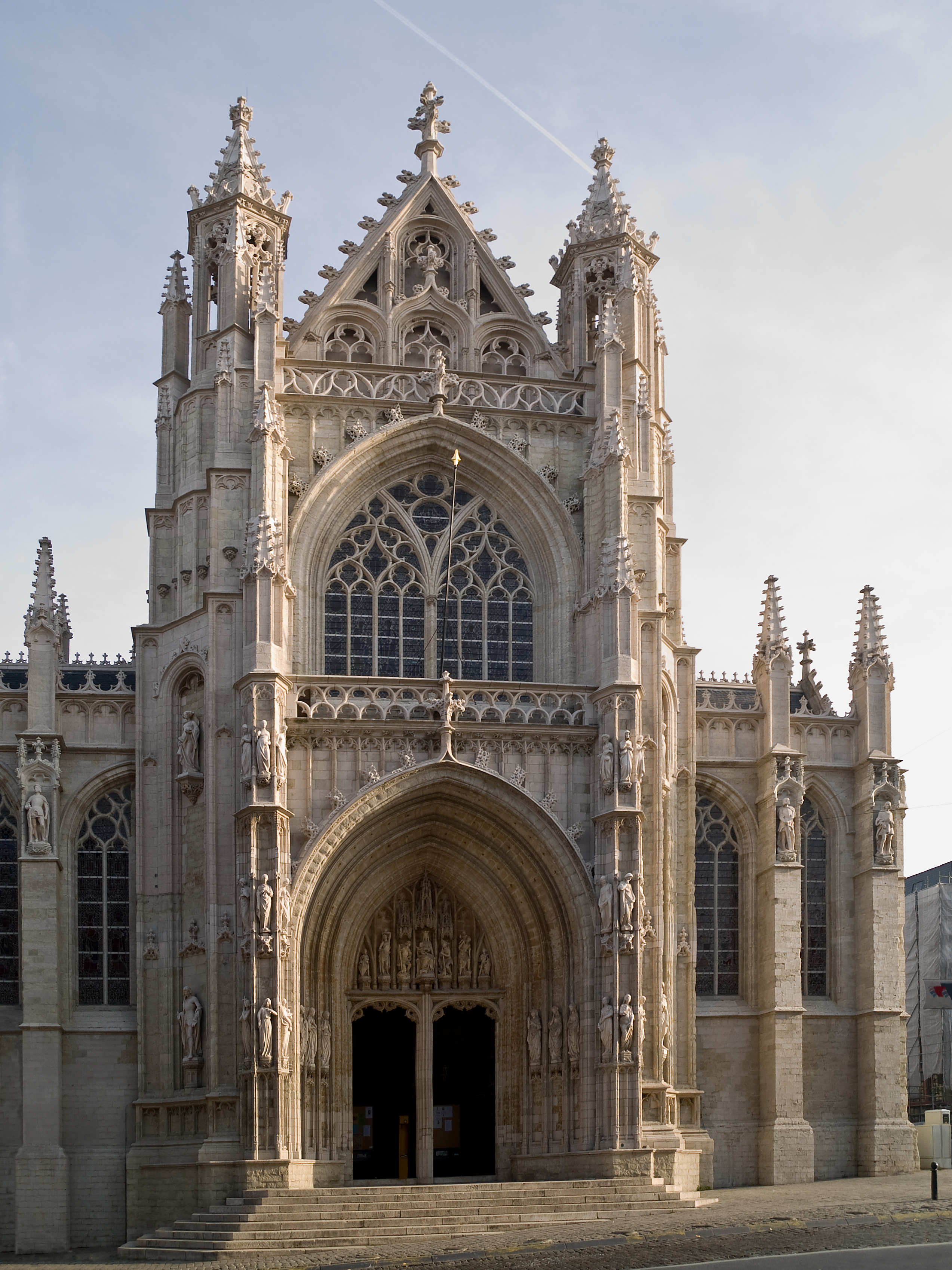
立面

直到13世纪末，萨布隆仍是一个位于12世纪城墙外的地广人稀的区域。1304年，布鲁塞尔弓箭手协会(Brussels guild of Archers)在这里建了一座供奉圣母的小圣堂。
小圣堂很快成了大朝圣地。1348年，一位虔诚的妇女——名叫Beatrijs Soetkins——获睹圣母显现。她要Beatrijs从安特卫普的一座教堂偷取一尊圣母像，并将其带到萨布隆小圣堂。很快，该塑像便被认为奇迹，当然它就开始吸引无数朝圣者来萨布隆。
根据弓箭手协会的命令，自1436年至16世纪初，该小圣堂被变为大哥特式教堂。一座塔曾被设计但终未建设。
甚至如今，萨布隆教堂仍是布鲁塞尔最美丽和亲切的哥特式教堂之一，也是布拉班特的哥特式(brabantine gothic style)建筑的一个实例。
萨布隆教堂曾经被房屋围绕，如中世纪欧洲大多数教堂一样。在19世纪下半叶，在完全转变了萨布隆地区的国王利奥波德二世的城市化项目中，教堂周边的房屋被清除。从此教堂那美丽的窗户以及图尔与塔克西斯家族(Family Von Thurn und Taxis)——他们在哈布斯堡王朝时期在欧洲精心发展了欧洲邮政服务——的私用小圣堂(private chapel) 可被人们瞻仰钦羡。